# Jean Racine
Jean Racine, född 22 december 1639 i La Ferté-Milon i Aisne, död 21 april 1699 i Paris, var en fransk tragedidramatiker under barocken. Han var far till Louis Racine. Racine är en av Frankrikes mest kända dramatiker. Tillsammans med Molière och Corneille räknas han som en ledande företrädare för franskklassicismen under 1600-talet.

## Biografi
Racine blev tidigt föräldralös. Istället uppfostrades han hos moralstränga jansenister vid Port-Royal. Dessa upprätthöll en sträng augustinsk uppfattning inom den romersk-katolska kyrkan. Han blev upptagen av dem 1655 och tillbringade tre år i klostret, samtidigt som han fick en utbildning och lärde sig bland annat grekiska.  
År 1664 började Racine arbeta som dramatiker hos Molière och han skrev under denna tid La Thébaïde, men han lämnade snart Molière och blev en av hans största konkurrenter. Nu började han arbeta efter franskklassicismens regler och skrev sitt första stora mästerverk – Andromake (1668), en pjäs som är inspirerad av den grekiska sagohistorien. Den handlar om Andromakes trofasthet mot sin döde make Hektor och vägen till det tragiska slutet. Framgångarna med Andromake gjorde att Racine vid den tiden blev det största namnet inom tragedin, vid sidan av Corneille. 
I Racines verk kan man notera att han var en skarp skildrare av psykologiska händelseförlopp, för konflikterna är hårddragna. Racine använder sig av ett uttryckligt språk, vilket man särskilt kan se i Britannicus (1669), en tragedi om kejsar Nero, vilken liksom många av Racines verk handlar om kvinnorna i en mansdominerad värld. Efter Britannicus fortsatte Racine att författa tragedier med antikt tema, vilka gestaltade mänskligt lidande och konflikter. Där kan man se Berenike (1671), som tar upp fakta ur den romerska historien, Bajazet (1672), som utspelar sig i ett samtida Turkiet, Ifigenia i Aulis (1675), vilken bygger på Euripides verk, samt Faidra (1677), där han visar en stor talang när det gäller att skildra kvinnopsykologi. Då berättar han om hur Faidra möter den sanna passionen och övervinner förnuftets motstånd. 
Efter stora framgångar med Faidra väckte Racine missnöje från de högt uppsatta i samhället, samtidigt som han genomgick en religiös kris på grund av återuppväckta tvivel från sin tid som jansenist. Detta gjorde att han lämnade teatern och inte kom ut med några nya verk på tio år. Istället anställdes han vid hovet som kunglig historiograf tillsammans med sin vän Nicolas Boileau.
Racine skulle så småningom återvända till teatern. När Madame de Maintenon, som var Ludvig XIV:s mätress, kom med en beställning på två verk med bibliskt tema antog han den och genomgick en av de viktigaste perioderna i sitt kreativa liv. Det första verket blev Esther (1689) som han skrev för flickskolan Maison royale de Saint-Louis i Saint-Cyr (nuvarande Saint-Cyr-l'École), vilken de Maintenon var föreståndare för, och 1691 utkom han med det andra dramat, Atalja, vilket även det uppfördes på skolan. 
Till Atalja skrev Racine även Cantiques spirituels (1694), vilket betyder ungefär andliga sånger. Detta verk är skrivet med ett allvar och en utsökt stil som har gjort det till ett av de främsta verken inom fransk lyrik. Av Racines arbeten har eftervärlden framför andra hyllat Faidra, som har beskrivits som skådespelerskornas Hamlet. Svenska översättningar på originalets versmått, alexandriner, utgavs 1797 (Gudmund Jöran Adlerbeth: Fedra och Hippolyt), 1906 (Karl August Hagberg: Fedra) och 1974 (Thomas Kinding: Faidra). En icke rimmad tolkning spelades på Dramaten 2006 (Anders Bodegård: Fedra).

## Eftermäle
Asteroiden 11051 Racine är uppkallad efter honom.